# Baj-Tajga
Baj-Tajga (ros.: Бай-Тайга; z tuwińskiego: "bogata tajga") – masyw górski w azjatyckiej części Rosji, w zachodniej Tuwie, na prawym brzegu rzeki Ałasz (lewy dopływ Chiemcziku). Wznosi się na wysokość 3129 m n.p.m. Masyw zbudowany jest głównie z granitów. Zbocza porośnięte są lasami modrzewiowymi. W górnych partiach występują rumowiska skalne oraz tundra wysokogórska.